# IMI Tavor
T.A.R. 21 je sodobna Izraelska jurišna puška, bullpup zasnove v kalibru 5,56x45 NATO. Ime je kratica za Tavor Assault Rifle - 21st Century. Naslednica puške T.A.R. 21 Tavor 2 je bila izbrana za naslednjo jurišno puško Izraelskih obrambnih sil in naj bi v naslednjih nekajletih postala standardna puška pehote.

## Opis
T.A.R. 21 je zgrajena v bullpup izvedbi, kar je bilo pred tem uspešno uporabljeno pri francoski puški FAMAS, britanski SA80, avstrijski Steyr AUG, singapurski SAR-21, iranski Khaybar KH2002, kitajski Norinco QBZ-95 ter belgijski FN F2000. Tovrstna izvedba omogoča natančnost in veliko hitrost izstrelka na ustju cevi, pri tem pa je orožje po dimenzijah primerljivo z brzostrelkami. Izraelci so se za tovrstno izvedbo odločili zaradi za njihov prostor klasičnega urbanega vojskovanja. 
T.A.R. 21 ima prostor za izmet tulcev nameščen na obeh straneh in se ga izbere glede na strelčeve želje. Tako je puška prilagojena tako levičarjem kot desničarjem, vendar pa je za zamenjavo potrebno puško delno razstaviti.
T.A.R. 21 je izdelan iz kompozitnih materialov, zaradi česar ima majhno skupno maso in je vodoodporna. Na puško se lahko namesti različne namerilne naprave, uporablja pa standardne NATO okvirje in bombomet M203. Na obeh straneh je nad pištolskim ročajem regulator ognja, ki deluje v polavtomatskem načinu ali v načinu tristrelnega rafala ter v načinu neprekinjenega rafala. 

## Izpeljanke
Tavor izdelujejo v več različicah:
- T.A.R. 21 - standardna izvedba za pehotne enote.
  - G.T.A.R 21 - izvedba s podcevnim bombometom 40 mm.
- C.T.A.R. 21 - kompaktna izvedba za specialne in padalske enote.
- S.T.A.R. 21 - ostrostrelna puška z zložljivim dvonožnim stojalom, namenjena ostrostrelcu.

### Micro Tavor
Micro Tavor (M.T.A.R 21) je izjemno majhno orožje, posebej prilagojeno uporabi v specialnih silah ter vojaškemu osebju, ki po navadi ne uporablja standardnih jurišnih pušk. 
Orožje se za brez posebnih predelav z uporabo posebnega kompleta predelati za uporabo standardnega pištolskega naboja 9x19 ter nanj namestiti dušilec poka. Take brzostrelke uporabljajo okvirje kapacitet 20, 25 in 32 nabojev.

### Polavtomatska izpeljanka
Polavtomatska Tavor Carbine (T.C. 21) je namenjena policijski in civilni uporabi. Cev te puške je skrajšana.

## Uporaba
Puško so sprva testirali v učnih centrih izraelskih obrambnih sil, nato pa je bila dodeljena brigadi Givati na terensko preizkušanje med Operacijo Puščavski ščit. Puška je sicer sprva delovala dokaj zanesljivo, kasneje pa se je izkazalo nekaj pomanjkljivosti pri uporabi v puščavskih razmerah. Edina resnejša pomanjkljivost je cena puške, ki je za tretjino višja od cene ameriških pušk.

## Uporabniki
- Azerbaijan
- Kolumbija - Specialne sile kolumbijske vojske imajo v uporabi 30.000 Tavorjev.
- Kostarika - Uporaba v policiji.
- Gruzija - Od leta 2006 so oborožene sile Gruzije naročile 7.000 različnih pušk T.A.R v skupni vrednosti posla 65 milijonov dolarjev. Te puške naj bi zamenjale zastarele modele kalašnikov. Po uradnih objavah naj bi bilo dobavljeno že 1.300 pušk.
- Gvatemala - Gvatemalska PNC (Policia Nacional Civil) uporablja T.A.R. 21 za potrebe rednih in specialnih enot[1].
- Indija - Konec leta 2002 je Indija podpisala 880 milijonov rupij (cca 20 milijonov dolarjev) vredno pogodbo z Israel Military Industries za dobavo 3.070 Tavorjev za potrebe specialnih enot. Do leta 2005 je IMI dobavil 350-400 Tavorjev, ki pa naj bi imeli težave z zložljivimi kopiti [2]
- Izrael - V uporabi v nekaterih pehotnih brigadah in specialnih enotah.
- Portugalska - Majhno število pušk T.A.R. 21 uporablja portugalska Polícia Judiciária'. T.A.R. 21 je sodeloval tudi na izboru za novo jurišno puško portugalske vojske ter Policijskih specialcev. V primeru uspeha se pogajajo tudi za licenčno proizvodnjo.
- Tajska - Kraljeve tajske oborožene sile so kupile 15.000 T.A.R. 21.
- Turčija - rjave baretke